# Pedro Arrojo-Agudo

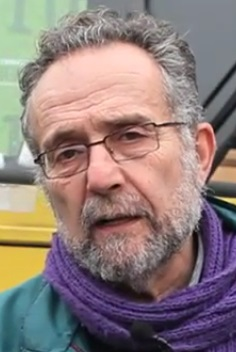
Pedro Arrojo-Agudo (2012)

Pedro Arrojo-Agudo (* 13. April 1951 in Madrid) ist ein spanischer Umweltaktivist, Politiker, Physiker und Professor an der Universität Saragossa mit dem Forschungsschwerpunkt Ökonomie des Wassers. Er ist seit 2020 UN-Sonderberichterstatter zum Menschenrecht auf sicheren Zugang zu Trinkwasser und sanitäre Einrichtungen.

## Herkunft und Ausbildung
Pedro Arrojo-Agudo wurde 1951 in Madrid geboren, wuchs aber in Granada auf. 1969 nahm er an der Universität Saragossa sein Physikstudium zu studieren, das er 1973 abschloss. Er promovierte dort auch im Anschluss mit einer Dissertation in Strömungsmechanik (Titel: Simulación numérica de Montecarlo para reacciones ácido-base en flujo turbulento casi isótropo).

## Wissenschaftliche Arbeit
Arrojo-Agudo verbrachte sein Forscherleben an der Fakultät für Wirtschaftswissenschaften der Universität Saragossa, zuletzt bis zu seiner Emeritierung 2011 als Professor für Wirtschaftsanalyse, Prodekan, Beauftragter des Rektors für das Rechenzentrum und Vizerektor.

## Nueva Cultura del Agua
Pedro Arrojo gründete die Nueva Cultura del Agua (Neue Wasserkultur) in Kooperation mit sozialen Bewegungen in Saragossa. Das Konzept wird durch die gemeinnützige Stiftung Fundación Nueva Cultura del Agua (FNCA) getragen. Die Ziele der FNCA sind die Förderung von I+D+I-Initiativen (Investigación, desarrollo e innovación, dt.: Forschung, Entwicklung und Innovation), Bildung, Entwicklungszusammenarbeit und der Schutz der Umwelt im Zusammenhang mit Wasser.

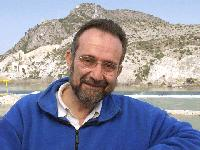
Pedro Arrojo vor 2007

Arrojo definiert kurz, was die Neue Wasserkultur ist:

„… Man kann sagen, dass es darum geht, … mehr Intelligenz auf das Wasser anzuwenden und Flüsse nicht nur als H2O-Ströme zu sehen. [...] so wie wir heute einen Wald betrachten und wissen, dass er viel mehr ist als ein Holzlager [...] Das Ökosystem Fluss ist neben dem Wasser, das zur Produktion genutzt werden kann, auch Landschaft, territoriale Identität, die Identität von Kollektiven und sozialen Gemeinschaften, er repräsentiert Erholungs-,  Kultur- und Lebenswerte.
Durch Flüsse wird das Leben auf dem Kontinent und in den Meeren bestimmt. Die Flüsse gehen nicht im Meer verloren, sie düngen die Küstenplattformen und viele Fische im Meer sind auf die Flüsse angewiesen. Und wenn es Strände gibt, dann wegen der Erosion der Flüsse, also hängt auch die Tourismusbranche von den Flüssen ab. Die Kultur des Wassers besteht darin, diese Komplexität von Ökosystemen zu verstehen.“

## Goldman Environmental Prize
Arrojo erhielt 2003 als erster Spanier den Goldman Environmental Prize in der europäischen Kategorie. In der Laudatio wurde seine Kampagne gegen den von der Regierung Aznar vorgelegten Nationalen Hydrologischen Plan von 2001 gewürdigt, die verhindern konnte, dass Staudämme gebaut und die letzten frei fließenden Flüsse des Landes umgeleitet wurden, und stattdessen dazu beitrug, eine nachhaltigere Wasserzukunft zu schaffen mit Schwerpunkt auf Erhaltung, Recycling und intelligenteren Alternativen für die Landwirtschaft.
Der Preis, der von vielen als eine Art Nobelpreis für die Umwelt angesehen wird, wird jährlich an sechs Personen aus verschiedenen Regionen der Welt vergeben, die sich durch ihre Aktivitäten um die Umwelt verdient gemacht haben.

## Politische Karriere
Bei den spanischen Parlamentswahlen 2015 wurde er als Kandidat von Podemos für den Wahlkreis Saragossa ins Parlament gewählt. Bei den Parlamentswahlen 2016 wurde er als Abgeordneter von Un.idos Podemos für Saragossa wiedergewählt. Er war Sprecher des Ausschusses für Landwirtschaft, Ernährung und Umwelt und Mitglied des Ausschusses für internationale Zusammenarbeit und Entwicklung und gehörte dem Parlament bis 2019 an.

## Ehrenamtliche Tätigkeit
2020 wurde Arrojo-Agudo als Nachfolger des Brasilianers Léo Heller zum UN-Sonderberichterstatter zum Recht auf sicheres Trinkwasser und sanitäre Anlagen bei UN-Menschenrechtsrat ernannt.

## Publikationen (Auswahl)
- Water management in mountain regions: The impact of large dams Routledge, 2008 ISBN 978-0-203-88438-6
- The rights to water and sanitation as a tool for peace, prevention and cooperation Bericht an die UN-Generalversammlung 2023
- Fulfilling the human rights of those living in poverty and restoring the health of aquatic ecosystems: two converging challenges Bericht an den UN-Menschenrechtsrat 2023